# 이수연 (가수)
이수연(2014년 5월 16일 ~ )은 대한민국의 가수이다.

## 학력
- 흥무초등학교 (재학중)

## 방송
- 2023년 ~ 2024년 TV조선 《미스트롯3》
- 2024년 TV조선《미스터로또》 게스트
- 2025년 KBS 2TV 《공부와 놀부》

## 음반
- 2024년 이수연

## 수상
- 2023년 노래하는 대한민국 경주시편 대상